# Mikael Jern
Mikael Jern, född 4 september 1946 i Stockholm, död 27 april 2019 i Stockholm, var en svensk dataingenjör och entreprenör. Han var en pionjär inom datavisualisering och en av de första som kopplade ihop datorer med bläckstråleskrivaren för utskrift av färggrafik.

## Biografi
Mikael Jern studerade vid Lunds universitet där han kom in på dataområdet och jobbade extra för Nationalekonomiska Institutet i Lund tillsammans med Lars Jonung och Ulf Jakobsson. Där träffade han professorn Hellmuth Hertz 1970. Tillsammans 1970–1982 forskade han under professor Hertz. År 1982 lämnade Jern Lunds universitet och startade företaget European Software Contractors (senare UNIRAS). UNIRAS blev världsledande inom datorgrafik och såldes 1992 till amerikanska AVS. År 1999 återgick Jern till det akademiska livet som professor i visualisering vid Linköpings universitet. Där startade han tillsammans med några andra forskare företaget NComVA med fokus på storytelling med datorgrafik. Företaget såldes till QlikTech 2013. Jern är gravsatt på Grevie kyrkogård.

## Forskning
Professor Hertz hade uppfunnit en bläckstråleskrivare med färg för utskrifter av medicinsk data. Jerns idé var att koppla ihop den med en dator för utskrift av datorgrafik i färg. Tillsammans lade de grunden till världens första datorgenererade färgutskrifter. Datorerna de använde var UNIVAC 1108 som tillhörde tekniska högskolan i Lund och då kostade 100 000 kronor styck. Det tog en min att skriva ut en bild med 1,5 miljoner punkter. De första kunderna var samhällsplanerare inklusive Statistiska centralbyrån och Statskontoret.
Programvaran COLOR utvecklades för att skapa rasterfärgbilder som ritas upp med färgplotter. Det unika med programvaran var att den gjorde det möjligt att skapa färgade nyanser genom att placera färgdropparna inom en begränsad rektangelyta på 4×4 punkter. Med denna patenterade teknik kunde man skapa 4 913 färgnyanser baserat på magenta-blå-gul. COLOR gjorde det enkelt för användare och forskare att med minimal programmering skapa färgbilder. Programvaran installerades på universitet över hela världen men användes även av institutioner som SCB och företag inklusive Volkswagen, Boliden, Saab-Scania och Esso.
Tekniken för färgbläckstråleskrivaren med tillhörande mjukvara såldes till Applicon 1976.

## Datorgrafik inom konst
För att demonstrera rastertekniken och programvaran COLOR skapade Jern en 3D-kub med 4913 färger som visades på SIGGRAPH 1977 i San Jose USA. Konstnärsduon Beck & Ljung använde senare COLOR för att skapa konst. Deras färgkuber “Chromo Cube” ställdes ut över hela världen och användes av både IKEA och SAS i reklam.

## UNIRAS
European Software Contractors (ESC), senare omdöpt till UNIRAS bildades av Mikael Jern och dansken Jan Gunder Knudsen 1981 med COLOR som bas och fokus på Geofysik. UNIRAS stod för Universal Raster System. En av grundförutsättningarna var att datorgrafik nu kunde ritas upp på en datorskärm innan de ritas ut. År 1986 hade företaget växt till 120 personer och omsatte över 100 miljoner kronor. Mjukvaran GEOPAK användes då av bland annat Volkswagen, Maersk och SAAB.
Danska UNIRAS var Europas ledande företag på att utveckla och marknadsföra program för datavisualisering. Jern jobbade som teknik- och forskningschef på UNIRAS men under en kort period mot slutet av 80-talet var Jern även VD.

## NComVA
Under sin tid på Linköpings universitet och Campus Norrköping utvecklade Jern en ny mjukvara för visualisering av statistisk data som ett forskningsprojekt under namnet Visual Explorer. Denna kommersialiserades med grundandet av företaget NComVA 2010 tillsammans med  Patrik Lundblad, Tobias Åström och Quan Ho. Mjukvaran användes av bland annat SCB, OECD, IMF och EuroStat. NComVA köptes av QlikTech 2013.

## Utmärkelser
År 1993 utmärkt till pionjär inom datorgrafik av SIGGRAPH.
År 2007 intervjuades han av Tekniska museet i egenskap av svensk IT-pionjär under tiden 1950–1980.
År 2011 utmärktes NComVA till årets rookieföretag av Danske Bank.